# Креонт (Менекејев син)
Креонт (грч. Κρέων) је у грчкој митологији био краљ Тебе.

## Митологија
Био је син Менекеја, али име мајке није познато. Са Еуридиком је имао бројно потомство; Мегареја, Мегару, Менекеја, Хемона, Ликомеда, Хениоху и Пиру.
У време његове владавине, град су задесиле многе несреће. Најпре је град пустошила лисица из Теумесе. Ове немани их је ослободио Амфитрион кога је Креонт очистио од убиства. Лов на ову лисицу је био Креонтов захтев, како би постао Амфитрионов савезник против Тафијана. Потом је минијски краљ Ергин оптеретио Тебу великим наметима, али је Херакле убио Ергина и уредио да Минијци плаћају Тебанцима. Заузврат, Креонт је Хераклу дао руку своје старије кћерке Мегаре. Коначно, испред бедема Тебе се настанила Сфинга, чудовиште које је прождирало пролазнике уколико не реше загонетку коју им је задавала. Из дана у дан је убијала Тебанце, а када је напокон убила и Креонтовог сина Хемона, он је обећао да ће престо уступити ономе ко град спаси од ове несреће. То је пошло за руком Едипу и Креонт је одржао обећање, оженивши га при томе својом сестром Јокастом (Диодор је писао да је она била заправо Креонтова кћерка), не знајући да је она Едипова мајка. Касније је откривено ово родоскрвнуће и Едип је отишао у прогонство, док је Креонт поново завладао као старатељ његове деце. У току Едипове владавине, неродица је завладала Тебом и он је послао Креонта на Делфе како би открио разлог, а затраживши одговор од пророчишта које се тамо налазило. Добио је одговор да је то казна због убиства Лаја, Едиповог оца, претходног краља. Едип је покренуо истрагу ко га је убио, међутим, открио је преко пророка Тиресије да је човек кога тражи, заправо он сам. То је узроковало да Едип помисли како Тиресија и Креонт кују заверу против њега и јавно је оптужио Креонта пред тебанским старешинама за то. Међутим, према писању Софокла, Креонт га је уверавао да нема амбиција да поново постане краљ. Међутим, ипак то јесте постао, али ни наставак његове владавине није био срећан. Додуше, Тебом је на кратко завладао Етеокле, Едипов син, али је град задесио рат, познат као поход седморице против Тебе. У том рату се жртвовао Креонтов син Менекеј, по савету пророка Тиресије, како би својим сународницима обезбедио победу, упркос противљењу свог оца. Како су у рату страдали и Етеокле и његов брат Полиник, Креонт је поново завладао. Етеокла је сахранио уз све почасти, али не и Полиника, кога је прогласио непријатељем државе. Антигона, њихова сестра, покушала је да сахрани Полиника, због чега ју је Креонт осудио на смрт. Због тога се убио и његов син Хемон, а потом и његова мајка, Креонтова супруга, Еуридика. Према једној причи, Креонт је наложио свом сину Хемону, а Антигонином веренику, да је живу сахрани у Полиников гроб. Уместо тога, он ју је одвео међу пастире, где је наставила да живи и родила му сина. Када је дечак одрастао, дошао је у Тебу да учествује у погребним играма и Креонт га је препознао по змијоликом белегу који су имали сви Кадмови потомци. Осудио га је на смрт, иако га је Херакле молио да то не учини. Због тога је Хемон убио Антигону и себе.
Креонт је касније отишао у Атику како би наговорио Едипа да се врати, јер је знао да ће земља у којој ће Едип бити сахрањен, доживети највеће благостење. Едип је одбио позив, па је Креонт употребио силу, али га је заштитио Тезеј. Према другој причи, Тезеј је убио Креонта јер је одбио да сахрани Аргивце који су погинули у рату седморице. У другој варијанти, Тезеј је, на Адрастову молбу, у брзом нападу освојио град и заробио Креонта. Тада је вратио мртве ратнике њиховим породицама, које су направиле огромне ломаче.

## Тумачење
Роберта Гревса је део мита о Антигони и Хемону подсетио на оне о Арни и Алопи и по његовом мишљењу, проистекао је тумачењем исте иконе. Међутим, овде крај није очекиван, јер рођени син није убио свог деду, у овом случају Креонта, диском.